# Seryoga
Seryoga (nascido como Серге́й Васи́льевич Пархо́менко (Sergey Vasilyevich Parhomenko em russo; Сяргей Васільевіч Пархоменка, (Syarhyey Vasilyevich Parkhomyenka em bielorrusso), em 1976 em Gomiel, Bielorrússia) é um cantor bielorrusso. Uma de suas canções, "King Ring", figorou na trilha sonora do jogo eletrônico Grand Theft Auto IV, mais precisamente na rádio Vladivostok FM.

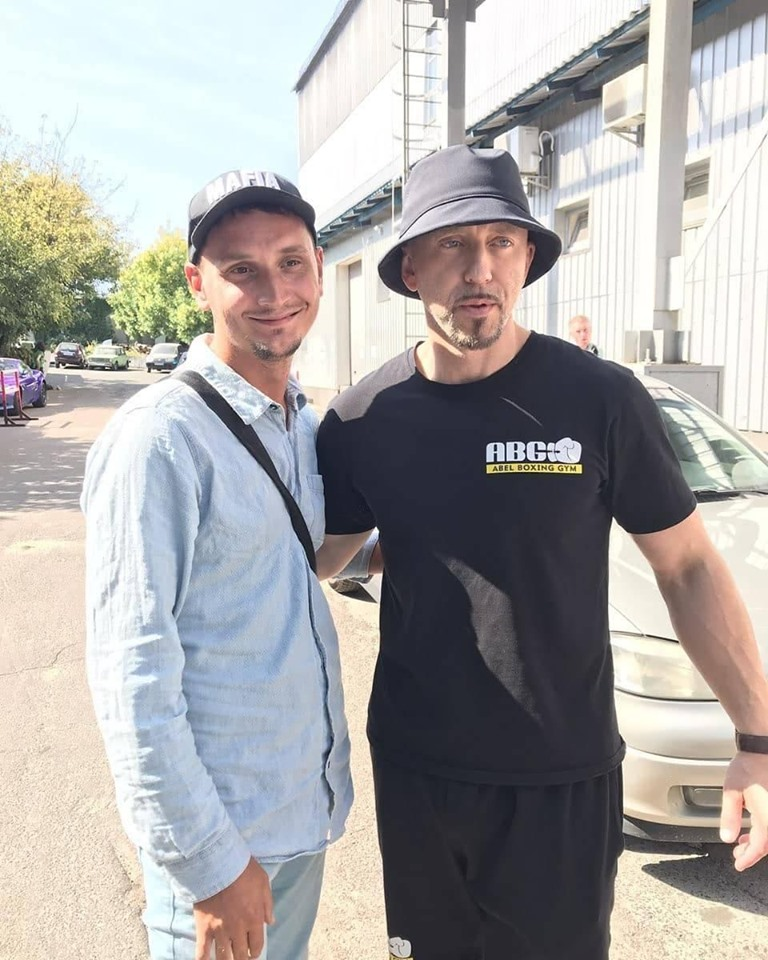

## Discografia

### Álbuns
- 2004 - Moy Dvor (Meu Bairro)
  - Moy Dvor: Svad'by i pokhoriny (Ucrânia e Bielorrússia) (2004)
  - Moy Dvor: Sportivnye chastushki (Rússia) (2004)
- 2005 - Дискомалярия
  - Дискомалярия (edição deluxe) (2005)
  - Дискомалярия: Большая порция (2006)
  - 1000000$: Самая Большая Порция (edição de colecionador) (2007)
- 2007 - Не для продажи (Ne Dlya Prodazhi) (Não está à venda, lançado como Ayvengo)
- 2008 - Хроника парнишки с гомельских улиц (Khronika Parnishki S Gomel'skikh Ulits) (Crônica de um cara das Ruas de Gomel)

### Coletâneas
- 2005 - А на танцполе нет свободных мест (álbum remix)
- 2006 - Russia's No.1
- 2008 - The Best of Seryoga

### Singles
- 2003 - Загубили Лялю
- 2005 - Barbeque
- 2005 - Diskomalaria
- 2006 - 2 Kaiser (com Azad)
- 2007 - Рэп vs. СПИД (com ВВЖ)
- 2007 - Gangsta No More
- 2007 - Gangsta No More